# Nicola Fausto Neroni
Nicola Fausto Neroni, né à Rome le 12 décembre 1886 et mort dans cette même ville le 5 août 1974, est un réalisateur et scénariste italien.

## Biographie
Nicola Neroni est né à Rome le 12 décembre 1886. Après des études et l'obtention de son diplôme à l'Istituto tecnico (it) il s'engage pour servir son pays lors de la Première Guerre mondiale. Revenu de la guerre en 1919 il entreprend une carrière cinématographique.
Il meurt dans sa ville natale le 5 août 1974 à l'âge de 87 ans.

## Filmographie

### Réalisateur
- 1920 : Non vendo mia figlia!
- 1923 : La cugina d'Alcantara
- 1929 : Maratona (it)
- 1930 : Terra d'incanti
- 1932 : Venere
- 1942 : Una notte dopo l'opera

### Scénariste
- 1929 : Maratona (it) de lui-même
- 1945 : La carne e l'anima (it) de Vladimir Strijevski
- 1945 : Au diable la misère de Gennaro Righelli
- 1946 : Abbasso la ricchezza! de Gennaro Righelli

### Aide réalisateur
- 1945 : Au diable la misère